# Joseph Brincour
Johann Joseph (Joseph) Brincour (Echternach, 23 februari 1849 – Luxemburg-Stad, 29 december 1917) was een Luxemburgs jurist en politicus.

## Leven en werk
Joseph Brincour was een zoon van legerkapitein Henri Brincour (1814-1860) en Anna Catharina Maes. Hij bezocht het Progymnasium in Echternach, studeerde rechten en behaalde in 1872 het doctoraatsexamen. Hij werd vervolgens advocaat in Luxemburg-Stad. In 1875 trouwde hij met Marie Huber. Uit het huwelijk werden drie kinderen geboren, onder wie de kunstenares Berthe Brincour (1879-1947).
In juni 1878 werd Brincour vanuit het Kanton Echternach verkozen voor de Kamer van Afgevaardigden, waar hij tot 1914 zitting had. Hij was enige tijd vicevoorzitter van de Kamer. Van 3 maart 1915 tot aan zijn overlijden was hij lid van de Luxemburgse Raad van State.
Joseph Brincour overleed op 68-jarige leeftijd en werd begraven op de Cimetière Notre-Dame.

## Onderscheidingen
- 1905 Ridder, later Commandeur (1912),[5] in de Orde van de Eikenkroon
- 1911 Officier in de Frans Jozef-orde

- Musée national d'archéologie, d'histoire et d'art: lkl000022